# Billy Burke
Pour les articles homonymes, voir Burke.
Billy Burke, de son vrai nom William Albert Burke, est un acteur américain né le 25 novembre 1966 à Bellingham (Washington).
Il est surtout connu pour son rôle de Charlie Swan dans Twilight, tiré de la saga de Stephenie Meyer et pour celui du Dr Mitch Morgan dans la série Zoo. mais aussi vaguement pour le rôle de Miles Matheson dans la série Revolution.

## Biographie
Il a vécu en Indonésie, à Londres, dans le Connecticut, en Californie et en Norvège avant de s'installer au Texas.

### Carrière
Billy Burke fait ses débuts d'acteur en jouant dans des téléfilms très peu connus comme Disparue dans la nuit (1996) ou Acrophobie (1998). Il joue quelque temps après dans des films thriller comme Le Masque de l'araignée (2001) ou Lost Junction (2003).
À partir de 2008, il incarne le rôle de Charlie Swan, le père de Bella, dans la célèbre saga de Stephenie Meyer,Twilight, ce qui va le rendre célèbre. Il incarne aussi l'inspecteur Box aux côtés de Diane Lane, dans Intraçable (2008)
En 2011, il incarne le rôle de Cesaire, le père de la jeune Valerie dans Le Chaperon rouge (Red Hidding Hood), réalisé en 2010. On le retrouve dans Hell Driver, dans le rôle de Jonah King, gourou d'une secte satanique. Dès septembre 2012, il incarne Miles Matheson dans la série Revolution.
De 2015 à 2017, il incarne le vétérinaire pathologiste Mitch Morgan dans la série Zoo, tirée du livre éponyme de James Patterson et Michael Ledwidge.

## Filmographie

### Cinéma
- 1998 : Without Limits : Kenny Moore
- 1998 : Le Prince de Sicile : Joe Cortino
- 2000 : Komodo : Oates
- 2001 : Le Masque de l'araignée : Ben Devine
- 2003 : Lost Junction (en) : Jimmy
- 2004 : Piège de feu : Denis Gaquin
- 2007 : Festin d'Amour : David Watson
- 2007 : La Faille : Rob Nunally
- 2008 : Intraçable : l'inspecteur Eric Box
- 2008 : Twilight, chapitre I : Fascination : Charlie Swan
- 2009 : Twilight, chapitre II : Tentation : Charlie Swan
- 2010 : Twilight, chapitre III : Hésitation : Charlie Swan
- 2011 : Hell Driver (Drive Angry 3D) : Jonah King
- 2011 : Le Chaperon Rouge (Red Riding Hood) : Cesaire
- 2011 : Twilight, chapitre IV, Partie 1 : Révélation : Charlie Swan
- 2012 : Twilight, chapitre IV, Partie 2 : Révélation : Charlie Swan
- 2013 : Freaky Deaky de Charles Matthau : Chris Mankowski
- 2016 : Dans le noir (Lights Out) : Paul
- 2018 : Breaking In : Eddie
- 2020 : Most Dangerous game : Reagan
- 2021 : Batman: The Long Halloween de Chris Palmer : James Gordon (voix)

### Télévision

#### Téléfilms
- 1996 : Disparue dans la nuit : Rob Kinney
- 1998 : Acrophobie : Mark Engel
- 2012 :  The Escape ou Jamais sans mes enfants (Ticket Out) de Doug Lodato (TV) : Dennis

#### Séries télévisées
- 1994 : La Vie à cinq : l'homme dans le club (saison 1, épisode 6)
- 2000 : Wonderland : Dr Abe Matthews (saison 1)
- 2002 : Gilmore Girls : Alex Lesman (saison 3, épisodes 11, 12 et 14)
- 2002 : 24 heures chrono : Gary Matheson (saison 2, épisodes 1, 2, 3, 4, 5, 6 et 22)
- 2003 : Karen Sisco : Merle Salchek (saison 1, épisode 2)
- 2003 : Monk : Brad Terry (saison 2, épisode 12)
- 2004 : The Jury : John Ranguso (saison 1)
- 2006 : New York, police judiciaire (New York District) : l'avocat Farmer (saison 17, épisode 12)
- 2008 : Fringe : Lucas Vogel (saison 1, épisode 7)
- 2009 : The Closer : L.A. enquêtes prioritaires : Phillip Stroh
- 2010- 2016 : Rizzoli et Isles : Gabriel Dean (4 épisodes)
- 2012 - 2014 : Revolution : Miles Matheson (rôle principal)
- 2015 : Major Crimes : Phillip Stroh
- 2015 - 2017 : Zoo : Mitch Morgan (rôle principal)
- 2016 : Chicago P.D. : Jake McCoy
- 2020-2022 : 9-1-1: Lone Star  : Captain Billy Tyson (rôle récurrent)
- 2021 : Maid : Hank
- 2022 : Fire country : Vince Leone

## Voix francophones
En France, Thierry Ragueneau, Arnaud Arbessier et Pierre Tessier sont les voix les plus régulières de Billy Burke, l'ayant doublé à onze reprises (pour le premier) et huit occasions (pour les deux suivants).